# Horizontes e Precipícios
Horizontes e Precipícios é um álbum de estúdio de Yanto Laitano. Foi lançado em 2010 e é o seu primeiro álbum de rock. Recebeu 7 indicações para o Prêmio Açorianos de Música e foi lançado em apresentações por diversas cidades do Rio Grande do Sul, Santa Catarina e São Paulo.

## Gravações
Horizontes e Precipícios foi gravado por um trio de piano, baixo e bateria, com uso de distorção no baixo em algumas partes das músicas, já que não foram gravadas guitarras no disco. Em algumas músicas, os arranjos incluem alguns instrumentos de orquestra, como trompete, sax, trompa e violino, além de Órgão Hammond e washboard. As gravações das bases ocorreram no estúdio Dreher, os vocais foram gravados nos estúdios da Acit em Porto Alegre, e o piano de cauda Steinway & Sons no Auditório Tasso Correa do Instituto de Artes da UFRGS. Gravações adicionais de trompete foram realizadas no estúdio IAPI. As mixagens ocorreram no Estúdio Dreher e a masterização realizada por Marcos Abreu. O disco teve a produção do próprio Yanto Laitano, que também gravou os pianos e vocais, e contou com Gustavo Telles da banda Pata de Elefante na bateria e Luciano Albo, ex-integrante da banda Os Cascavelletes, no baixo.

## Lançamento
O álbum foi lançado no dia 24 de agosto de 2010, no Theatro São Pedro em Porto Alegre e teve ampla repercussão na mídia regional, recebeu 7 indicações para o Prêmio Açorianos de Música 2010 e foi lançado em apresentações em diversas cidades do Rio Grande do Sul, Santa Catarina e São Paulo.
Desde o lançamento o disco está disponível para download gratuito no site do cantor em www.yantolaitano.com.br.

## Lista de Faixas
| N.º | Título                     | Duração |  |
| 1.  | "Eu Não Sou Daqui"         | 3:10    |  |
| 2.  | "Fim da Tarde"             | 2:56    |  |
| 3.  | "Meu Amor"                 | 2:53    |  |
| 4.  | "Dinheiro no Chão"         | 3:23    |  |
| 5.  | "Promessas"                | 3:49    |  |
| 6.  | "Como Matar um Planeta"    | 1:59    |  |
| 7.  | "Porto Alegre Blues"       | 4:29    |  |
| 8.  | "Meus Inimigos Caíram"     | 4:38    |  |
| 9.  | "A Flor Que Nasce"         | 3:54    |  |
| 10. | "Charly Tomó Demás"        | 2:29    |  |
| 11. | "Não Te Quero Mais"        | 3:13    |  |
| 12. | "À Beira de Um Precipício" | 4:10    |  |